# Rudolph Sack
Christian Rudolph Sack (Kleinschkorlopp, 7 de dezembro de 1824 — Leipzig, 24 de junho de 1900) foi um fabricante de instrumentos agrícolas alemão.
Sack era filho de agricultores. Seu pai faleceu quando ele tinha 4 anos de idade. Desde cedo precisou ajudar nos trabalhos da família. Aprendeu a desenhar e os fundamentos da matemática com um topógrafo em Leipzig. Em 1842 deixou a fazenda da família e trabalhou como administrador em diversas propriedades agrícolas em Sachsen-Anhalt. Após o falecimento de seu padrasto, em 1855, assumiu a fazenda da família e casou, em 1857, com Adolphine Franke, filha de um moleiro, com a qual teve dois filhos e três filhas. Durante a época de trabalho na agricultura concientizou-se da situação de atraso tecnológico dos equipamentos agrícolas, que na época eram na maioria de madeira. Somente o industrial Schwarz começou a construir tais aparelhos de metal, na década de 1820. Sack construiu em 1850, em Kitzen, com auxílio do ferreiro da localidade, os primeiros arados de ferro e aço. A partir de 1854 Sack começou a produzir arados sob encomenda. Em 1857 exportou 120 arados para Kiev, e mais tarde outros 80. O comprador, um conde, recomendou a Sack, transferir sua produção para a Inglaterra, Lá, seus arados foram produzidos por Richard Garrett & Sons, em Leiston, uma pequena cidade a 140 km ao nordeste de Londres.
No início de maio de 1863 fundou, por recomendação do advogado e empresário de Leipzig Karl Heine, a Landmaschinenfabrik Rudolph Sack. Em 6 de dezembro de 2000 uma estrada em Leipzig foi batizada com seu nome.

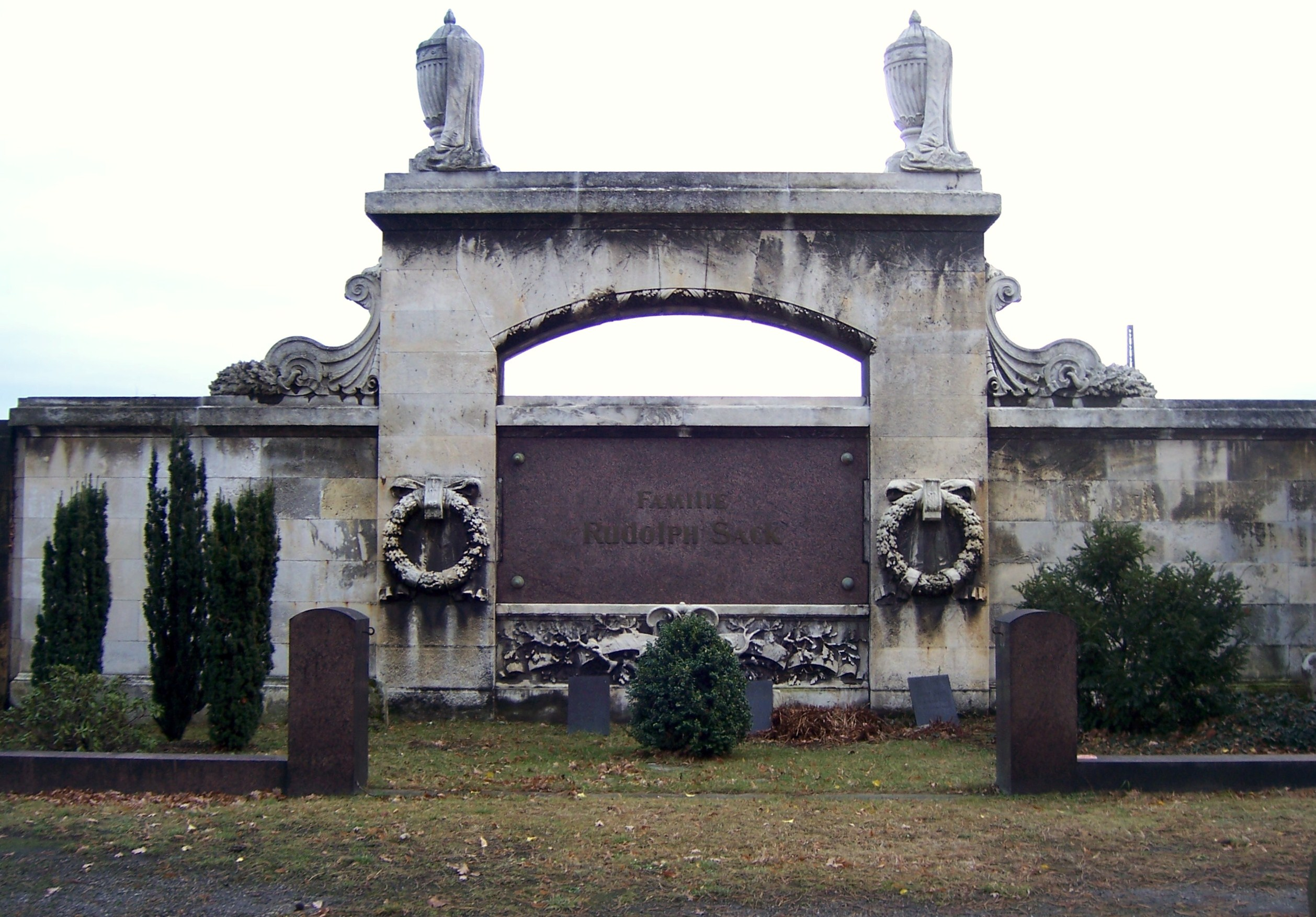
Sepultura da família Rudolph Sack, em Leipzig